# Mercè Pons
Mercè Pons Veiga (Arbucias, Gerona, 1966) es una actriz española de teatro, doblaje, cine y televisión.

## Biografía
De pequeña decía que quería ser pintora y payasa. Estudió diseño gráfico y empezó a hacer teatro amateur.
Trabajó durante años con Josep María Flotats del que, según explica, aprendió su técnica y la minuciosidad sobre el escenario.
Curtida en el teatro, ha participado en películas y series de televisión como Abuela de verano o Compañeros. Se ha doblado a sí misma al castellano en varias ocasiones y ha hecho otras intervenciones en el mundo del doblaje, como su trabajo en Animales heridos en 2006.
En cine ha trabajado en varias ocasiones a las órdenes de Ventura Pons.

## Filmografía

### Cine

#### Largometrajes
- Ens veiem demà (2009)
- Para que nadie olvide tu nombre (2006), de César Martínez Herrada.
- Animales heridos (2006), de Ventura Pons.
- La Atlántida (2005), de Belén Macías.
- Amor idiota (2004), de Ventura Pons.
- Iris (2004), de Rosa Vergés.
- Valentín (2002), de Juan Luis Iborra.
- Km. 0 (2000), de Yolanda García Serrano y Juan Luis Iborra.
- Morir (o no) (2000), de Ventura Pons.
- Carícies (1998), de Ventura Pons.
- Actrius (1997), de Ventura Pons.
- Puede ser divertido (1995), de Azucena Rodríguez.
- El pasajero clandestino (1995), de Agustí Villaronga.
- El perquè de tot plegat (1995), de Ventura Pons.
- Atolladero (1995), Óscar Aibar.
- Souvenir (1994), de Rosa Vergés.
- La febre d'or (1993), de Gonzalo Herralde.
- Bufons i reis (1993), de Lluís Zayas.
- Nunca estás en casa (1991), de Juan Carlos Bonete.
- Rateta, rateta (1990), de Francesc Bellmunt.

#### Cortometrajes
- El adiós (2016), de Clara Roquet.
- Uvas con queso (1995), de Carmen Fernández.
- La novia moderna (1995), de Carmen Fernández Villalba.
- El beso perfecto (1994), de Miguel Milena.
- A Sorte cambia (1991), de Héctor Carré.
- Lo que vio el jardinero (1990), de Óscar Aibar.
- L'assassinat (1989), de J.Bosch.

### Televisión
- Cuéntame cómo pasó (2018)
- Sé quién eres (2017)
- El cor de la ciutat (2008)
- Ventdelplà (2007)
- Abuela de verano (2005)
- Jet Lag (2001)
- Compañeros (1998-2001)
- Blasco Ibáñez (1997), de Luis García Berlanga.
- Turno de oficio: Diez años después (1996)
- Makinavaja (1994)
- Quico (1992)
- Jo seré el seu gendre (1992)
- Allò que tal vegada s'esdevingué (1991)
- Las chicas de hoy en día (1990)
- Qui? (1990)
- Eurocop (1990)
- Crònica negra (1989)

## Teatro
- Panorama desde el puente, dirigida por Georges Lavaudant (2016) - (2017)
- La plaça del diamant (2004), dirigida por Joan Ollé.
- Wit, dirigida por Lluís Pasqual (2004).
- París 1940, dirigida por Josep María Flotats (2003).
- Los viejos no deben enamorarse dirigida por Manuel Guede (2002).
- No hay burlas con el amor, dirigida por Dennis Raffter (1998).
- La Gavina, dirigida por Josep María Flotats (1997).
- La serventa amorosa, dirigida por Ariel García Valdés (1997).
- Martes de Carnaval, dirigida por Mario Gas (1995).
- Otelo, dirigida por Mario Gas (1995).
- El mercat de les delícies, dirigida por R. Durán (1994).
- Tot assajant Dom Juan, dirigida por Josep María Flotats (1993).
- A la glorieta, dirigida por Simone Benmussa (1992).
- L'hostal de la glòria, dirigida por Josep Montanyès (1992).
- El tartuf, dirigida por Konrad Zschiedrich) (1992).
- Dinamita a la sang, dirigida por Pere Puértolas (1991).
- L'hort dels cirerers, dirigida por Konrad Zschiedrich (1991).
- L'Alfa Romeo i la Julieta, dirigida por Moisés Maicas (1991).
- El metge per força, dirigida por Xicu Massó (1989).
- Amants i altres estranys, dirigida por Xicu Massó (1989).
- Los ochenta son nuestros, dirigida por Amparo Larrañaga (1989).
- El Knack, dirigida por Ricard Reguant (1988).
- El marinero, dirigida por Moisés Maicas (1987).
- Tirant lo Blanc, dirigida por Pawel Rouba (1987).

Mort dún comediant dirigida per Josep Maria Mestres

## Premios
- Premio de la crítica de Barcelona a la mejor actriz revelación en 1989.
- Premio de cinematografía Ciudad de Barcelona en 1992.
- Premio El Ojo Crítico a la mejor actriz en 1997.
- Premios Butaca de teatro y cine de Cataluña a la mejor actriz de cine.